# 理央
理央（りお、9月21日 -）は、日本の漫画家。

## 来歴
2014年5月22日より、秋田書店のWebマンガサイト・『Champion タップ!』にて、イラストコミュニケーションサービス、pixivやTwitterで発表され人気を博したマンガ『コミュ障男子と中国娘』をリメイクした『絶望男子と中国娘』を初連載し、2018年3月1日に連載終了した。
2014年11月20日より上記作品を連載中に同サイトにて『鳶田くんと須藤さん』を連載し、2017年3月16日に連載終了した。
2016年9月より、一迅社・ゼロサムオンラインにてpixivで発表されていた『アクロトモフィリアと女子高生』を『彼女の腕は掴めない』に改題し、連載した。
2018年8月2日より、秋田書店のWebマンガサイト・『マンガクロス』にて『セーブデータで恋をしてみた』を連載し、2019年12月5日に連載終了した。
2020年3月30日より、一迅社・ゼロサムオンラインにて『青年Hの偏愛』を連載した。
2021年10月12日より、『ヤングチャンピオン』（秋田書店）にて、沢辺有司原案・監修による『地政学ボーイズ 〜国がサラリーマンになって働く会社〜』を連載中。

## 作品リスト

### 連載作品
- 『絶望男子と中国娘』秋田書店〈少年チャンピオンコミックス・タップ！〉、全4巻
  1. 2015年4月8日発売[11]、ISBN 978-4-253-13094-3
  2. 2016年3月8日発売[12]、ISBN 978-4-253-13095-0　
  3. 2017年5月8日発売[13]、ISBN 978-4-253-13096-7　　
  4. 2019年4月6日発売[14]、ISBN 978-4-253-13097-4
- 『鳶田くんと須藤さん』秋田書店〈少年チャンピオンコミックス・タップ！〉、全2巻
  1. 2016年9月8日発売[15]、ISBN 978-4-253-25401-4
  2. 2017年5月8日発売[16]、ISBN 978-4-253-25402-1
- 『彼女の腕は掴めない』一迅社〈ZERO-SUMコミックス〉、全3巻
  1. 2017年4月25日発売、ISBN 978-4-7580-3273-5
  2. 2017年12月25日発売、ISBN 978-4-7580-3324-4
  3. 2018年7月25日発売、ISBN 978-4-7580-3374-9
- 『セーブデータで恋をしてみた』秋田書店〈少年チャンピオンコミックス・タップ！〉、全2巻
  1. 2019年5月16日発売[17]、ISBN 978-4-253-27476-0
  2. 2020年1月16日発売[18]、ISBN 978-4-253-27477-7
- 『青年Hの偏愛』一迅社〈ZERO-SUMコミックス〉、全1巻
  1. 2020年11月25日発売、ISBN 978-4-7580-3557-6
- 『地政学ボーイズ 〜国がサラリーマンになって働く会社〜』沢辺有司原案・監修、秋田書店〈少年チャンピオンコミックス・タップ！〉、既刊7巻（2025年7月18日現在）

### アンソロジー寄稿作品
- 『「弱虫ペダル」公式アンソロジー　放課後ペダル』、秋田書店、〈少年チャンピオンコミックス〉
  1. 第4巻：2016年5月6日発売[19]、ISBN 978-4-253-21378-3
  2. 第5巻：2017年1月6日発売[20]、ISBN 978-4-253-21379-0
  3. 第6巻：2018年5月8日発売[21]、ISBN 978-4-253-21703-3
  4. 第7巻：2019年7月8日発売[22]、ISBN 978-4-253-21704-0
  5. 第8巻：2020年8月6日発売[23]、ISBN 978-4-253-21738-5
- 『「刀剣乱舞-ONLINE-」アンソロジー』、秋田書店、〈プリンセス・コミックスDX〉
  1. 『ーただいま帰還!ー』：2017年4月14日発売[24]、ISBN 978-4-253-15316-4
  2. 『トリビュート ー任務遂行中!ー』：2018年6月15日発売[25]、ISBN 978-4-253-15318-8
  3. 『ー本丸待機中!ー』：2019年10月8日発売[26]、ISBN 978-4-253-15319-5
- 『魔入りました！入間くん公式アンソロジー　放課後の！入間くん』、秋田書店、〈少年チャンピオンコミックス〉
  1. 第1巻：2021年6月8日発売[27]、ISBN 978-4-253-22625-7